# Giuseppe Paolini
Giuseppe Paolini (Popoli, 11 aprile 1861 – Gorizia, 11 gennaio 1924) è stato un generale italiano, veterano della guerra italo-turca e della prima guerra mondiale, dove fu comandante del 134º Reggimento fanteria, della Brigata Benevento, della Brigata Speciale, della Brigata Acqui, della 4ª Divisione, e dell'XI Corpo d'armata. Decorato con la Croce di Grande ufficiale dell'Ordine militare di Savoia, di una Medaglia d'oro e due d'argento al valor militare.

## Biografia

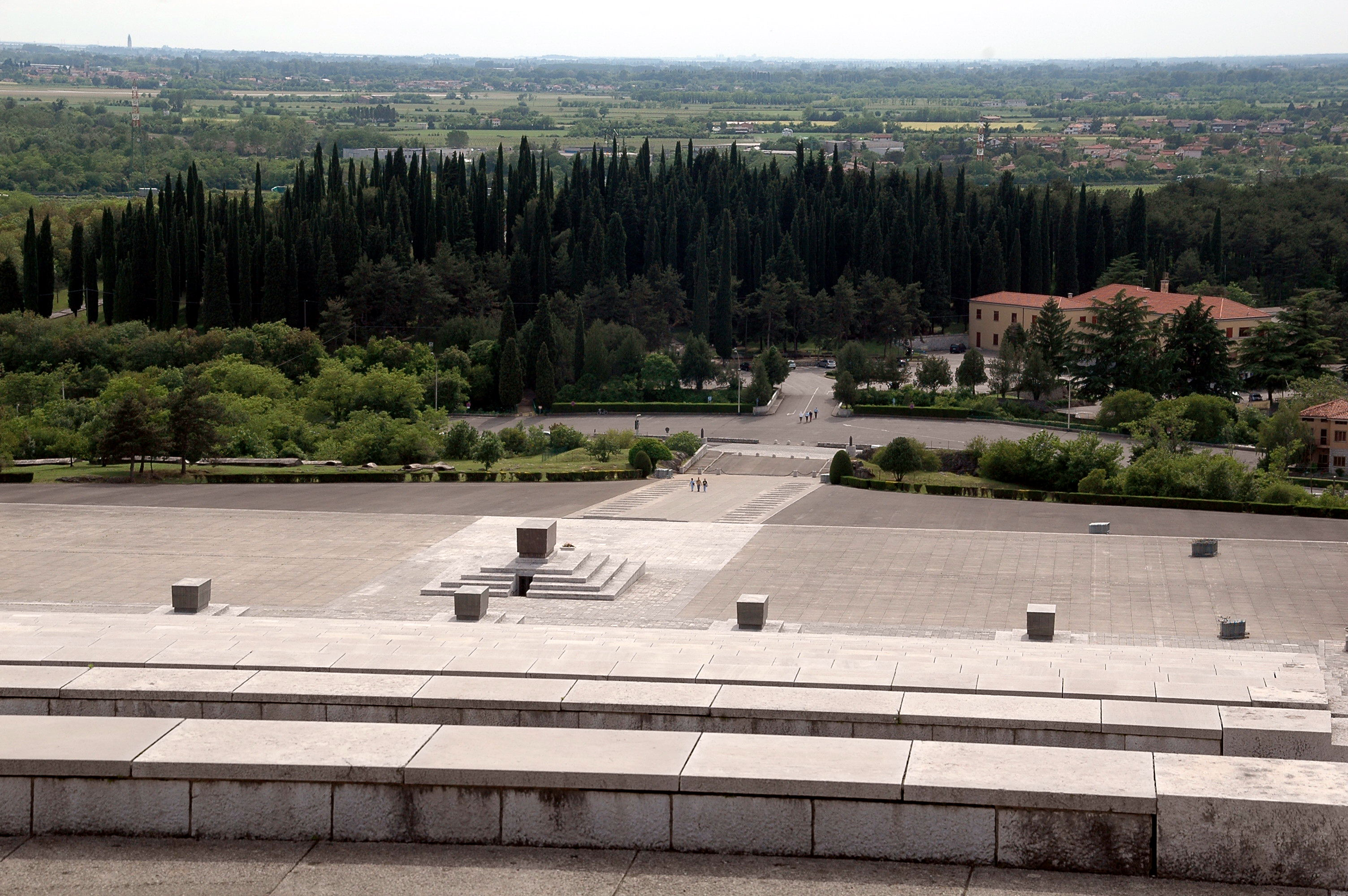
Veduta del Sacrario Militare di Redipuglia con la tomba del Duca d'Aosta e, subito dietro, quelle dei generali Antonio Edoardo Chinotto, Giuseppe Paolini, Fulvio Riccieri, Giovanni Prelli e Tommaso Monti

Nacque a Popoli di Pescara in via Saffi, l'11 aprile 1861, figlio di Nicola e di Teresa Celli. Arruolatosi nel Regio Esercito, frequentò la Regia Accademia Militare di Fanteria e Cavalleria di Modena, da cui uscì nel gennaio 1882 con il grado di sottotenente, assegnato all'arma di fanteria, corpo dei bersaglieri.  Assegnato in servizio al 2º Reggimento bersaglieri, fu successivamente promosso tenente e poi capitano nel 1894. Divenuto maggiore nel giugno 1908, in forza al 9º Reggimento bersaglieri, qualche mese dopo, al comando del XXX Battaglione si distinse durante le operazioni di soccorso prestate alle popolazioni colpite dal terremoto nelle Calabrie, guadagnandosi la Medaglia d'argento di benemerenza.  Nell'ottobre 1909 fu trasferito all'11º Reggimento bersaglieri con il quale, al comando del XV Battaglione, dal 1911 prese parte alla guerra italo-turca, combattendo in Libia, dove fu insignito della Croce di Cavaliere dell'Ordine militare di Savoia, di una Medaglia d'argento al valor militare e la promozione a tenente colonnello per merito di guerra per essersi distinto nei combattimenti di Sciara Sciat, dove rimase ferito, di Sidi Said e di Assab.  Rientrato in patria nell'agosto 1913, ricevette l'incarico di addestrare il neocostituito 134º Reggimento fanteria, del quale divenne comandante dopo la promozione a colonnello.

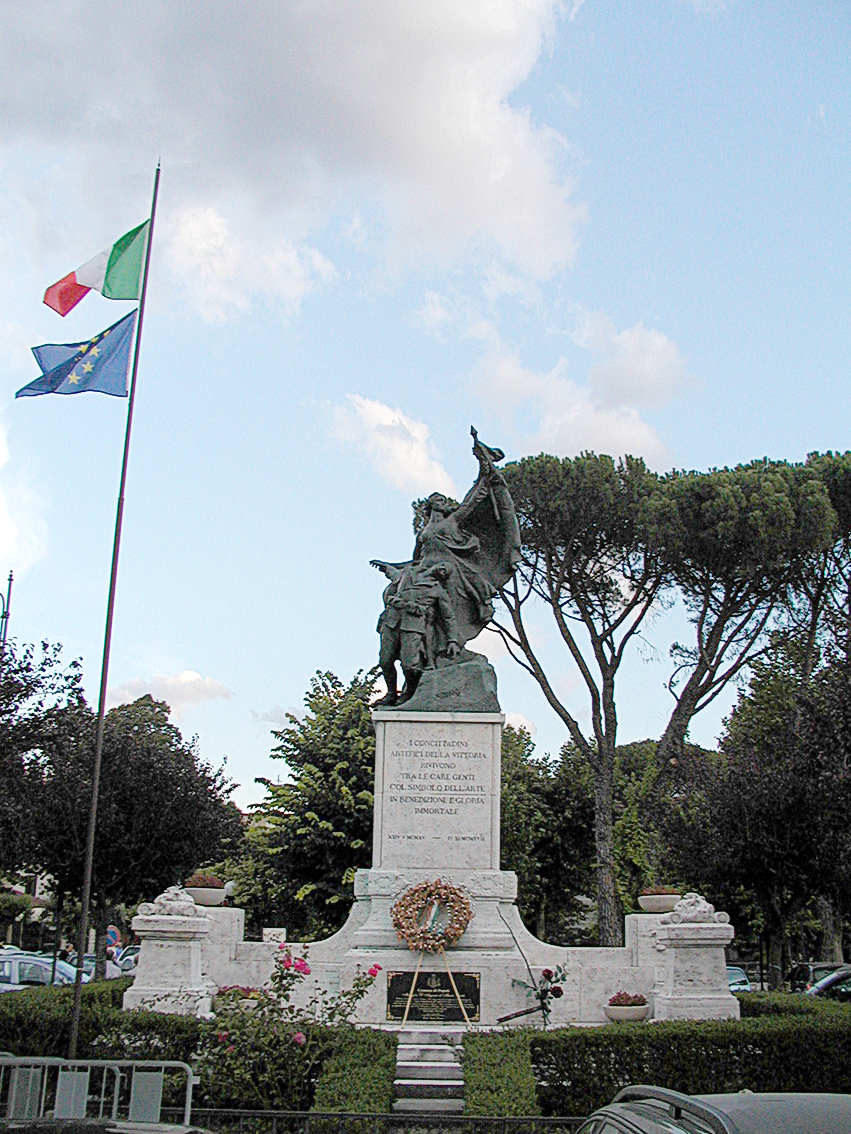
Popoli (Pe), piazza Generale Paolini e Monumento ai caduti, opera di Corradino D'Ascanio

All'atto dell'entrata in guerra del Regno d'Italia (1861-1946), avvenuta il 24 maggio 1915, prese posizione in linea sul basso Isonzo. Per essersi distinto nella brillante azione del 25 luglio sul Monte Sei Busi, fu promosso maggior generale per merito di guerra, assumendo il comando della Brigata Benevento (2-27 settembre). Il 21 ottobre, quale comandante di una brigata speciale, ricevette l'incarico di attaccare le fortissime posizioni nemiche a ridosso delle cave di Selz. Rimasto ferito una prima volta alle 10:30, venne poi ferito altre tre volte, rifiutando sempre di allontanarsi dal combattimento e continuando a dirigere il corso delle operazioni. Con moto proprio Vittorio Emanuele III il 27 ottobre lo insignì della Medaglia d'oro al valor militare a vivente. Ripresosi dalle ferite, ritornò al fronte nel gennaio 1916, combattendo ancora sulle alture di Selz e poi sull'altipiano di Asiago al comando della Brigata Acqui. Assunto il comando della 4ª Divisione, diresse le azioni offensive contro il Pecinka e Castagnevizza, venendo decorato della Croce di Ufficiale dell'Ordine militare di Savoia. Nel giugno 1917 fu promosso tenente generale per merito di guerra e, nel mese di ottobre, al comando di un Corpo d'armata speciale, per avere preso parte all'ordinato ripiegamento sulla linea del Piave dei reparti della 3ª Armata fu decorato di una seconda Medaglia d'argento al valor militare. Al comando dell'XI Corpo d'armata prese parte alle battaglie del solstizio (giugno 1918) e di Vittorio Veneto (ottobre-novembre), distinguendosi a Grave di Papadopoli. Insignito del titolo di Commendatore e poi di Grande Ufficiale dell'Ordine militare di Savoia, il 4 ottobre 1919 entrò a far parte dell'Ufficio onoranze al Soldato Ignoto, presieduto dal generale Napoleone Fochetti. Oltre a lui ne facevano parte il colonnello Vincenzo Paladini, il maggiore medico Nicola Fabrizi, il tenente Augusto Tognasso, il sergente Giuseppe De Carli, il caporale maggiore Giuseppe Sartori e il soldato Massimo Moro. Tale commissione aveva il compito di identificare tra i vari cimiteri di guerra 11 salme di soldati caduti in combattimento e rimasti non identificati, dalle quali poi sarebbe stata tratta quella che sarebbe stata solennemente tumulata nel sacello dedicato al Milite Ignoto all'Altare della Patria a Roma. Fu posto in congedo a partire dal 1º aprile 1922, venendo promosso generale di corpo d'armata nel febbraio dell’anno successivo.
Fu ideatore del cimitero del Colle di Sant'Elia, detto "degli invitti", dove furono traslate le salme dei militari provenienti dalle svariate decine di doline utilizzate come cimiteri improvvisati e da tutti quei campisanti dell'area carsica non giudicati idonei ad essere mantenuti. Tale cimitero era stato progettato dal colonnello Vincenzo Paladini dell'Ufficio preposto alla Cura e Onoranze delle Salme dei Caduti in Guerra (COSCG), con sede a Udine. Si spense a Gorizia l'11 gennaio 1924.
Sua figlia Paola fu la moglie del celebre ingegnere Corradino D'Ascanio, progettista della Piaggio Vespa, e del Monumento ai caduti in Popoli, presso la piazza dedicata al Generale Paolini nel 1927. Sempre a Popoli, presso via Saffi, nel muro della casa natale,  gli è stata dedicata una lapide.

### Annotazioni
1. ↑  Come membri supplenti erano stati designati: il colonnello cav. Carlo Trivulzio di Udine (decorato con 5 Medaglie di bronzo), il sergente Ivanoe Vaccaroni (da Udine, decorato con una medaglia d'argento, due di bronzo e due croci di guerra al valor militare), il caporale maggiore Luigi Marano, e il soldato Lodovico Duca.
2. ↑  Tale cimitero di guerra era sorto sull'altura dirimpetto all'attuale Sacrario militare di Redipuglia.

### Fonti
1. 1 2 3 4 5 6 7 8 9 10 11  Generals.
2. 1 2 3 4  Coltrinari, Ramaccia 2018, p. 109.
3. 1 2  Martinez, Pizzo 2011, p. 67.
4. ↑  Martinez, Pizzo 2011, p. 69.
5. 1 2  Storia e memoria di Bologna.
6. 1 2 3 4  Sito web del Quirinale: dettaglio decorato.
7. ↑  Sito web del Quirinale: dettaglio decorato.
8. ↑   Bollettino ufficiale delle nomine, promozioni e destinazioni negli ufficiali e sottufficiali del R. esercito italiano e nel personale dell'amministrazione militare, 1915,  p. 2593. URL consultato il 29 febbraio 2020.
9. ↑   Bollettino ufficiale delle nomine, promozioni e destinazioni negli ufficiali e sottufficiali del R. esercito italiano e nel personale dell'amministrazione militare, 1922,  p. 3036. URL consultato il 29 febbraio 2020.
10. ↑   Bollettino ufficiale delle nomine, promozioni e destinazioni negli ufficiali e sottufficiali del R. esercito italiano e nel personale dell'amministrazione militare, 1919,  p. 6985. URL consultato il 29 febbraio 2020.
11. ↑  Bollettino Ufficiale 31 agosto 1917, dispensa 65ª, pagina 5873.